# غار گرز رستم

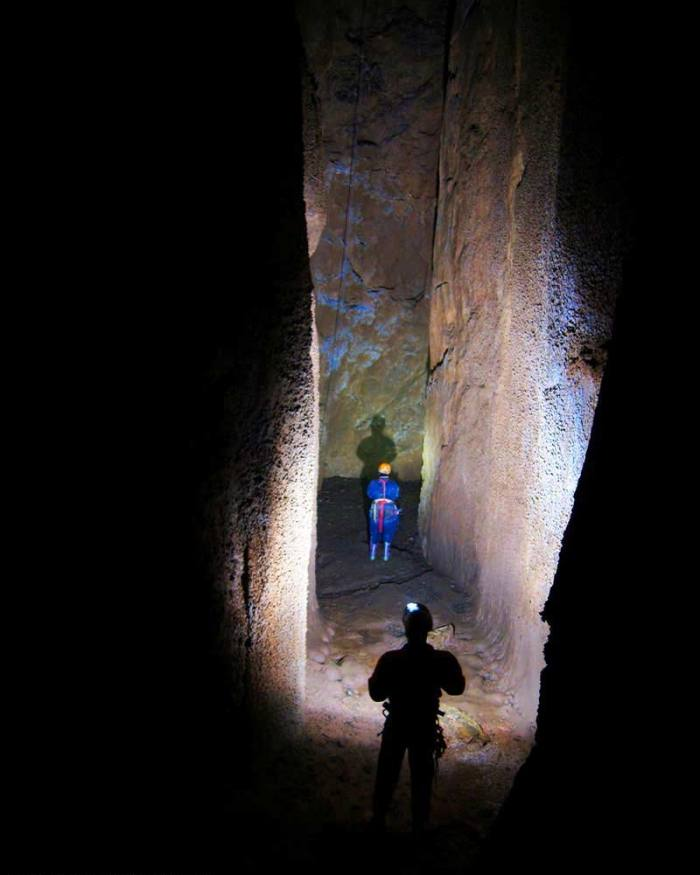
غار گرز رستم (تانا)

غار گرز رستم (تانا)، میان روستاهای سرتشنیز و شمس آباد در استان چهارمحال و بختیاری قرار دارد. غار گرز رستم با ۶ چاه، عمیق‌ترین غار استان چهارمحال و بختیاری شناخته شده است. وجود ستونهای استلاکتیتی، استلاگمیت‌ها، قندیلهای پفکی، خفاش، پروانه، حشره از نکات قابل توجه این غار است.
به‌دلیل وجود مناظری همانند گرزی که به هوا بلند شده باشد، آن را گرز رستم نامیدند.

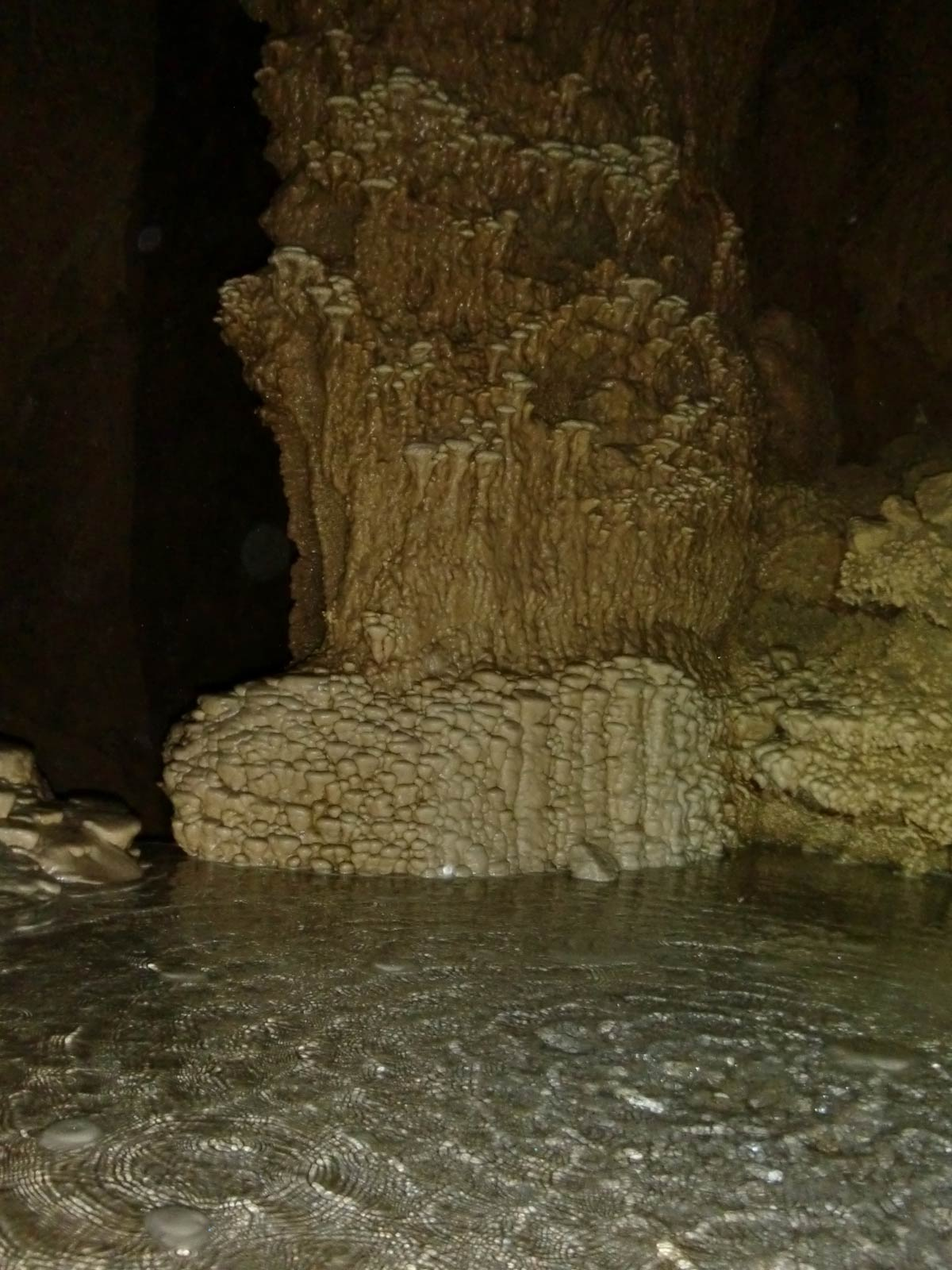
غار گرز رستم (تانا)